# سكن لكل المصريين
سكن لكل المصريين هي مبادرة أطلقها الرئيس عبد الفتاح السيسي لتوفير الوحدات السكنية التي تتراوح مساحتها من 75 حتى 90 مترا مربعا.

## المراحل

### سكن لكل المصريين 1
- في 1 نوفمبر 2020، أعلن صندوق الإسكان الاجتماعى ودعم التمويل العقارى فتح باب الحجز لوحدات سكنية كاملة التشطيب، ضمن مبادرة "سكن لكل المصريين 1" للمواطنين منخفضى ومتوسطى الدخل، وذلك في ضوء مبادرة البنك المركزى المصرى بإتاحة التمويل العقارى بسعر عائد 3 % لمدة 30 عامًا.[1]
- 25 ألف وحدة سكنية ضمن المرحلة الأولى للمبادرة الرئاسية، للمواطنين من متوسطي الدخل، داخل عدد من المدن الجديدة، وهي «6 أكتوبر، حدائق أكتوبر، العاشر من رمضان، العلمين الجديدة، رشيد الجديدة، ناصر الجديدة، أسوان الجديدة، حدائق العاصمة، المنيا الجديدة، بني سويف الجديدة و15 مايو».
- 100 ألف وحدة للمواطنين من محدودي الدخل في عدد من المدن، وهي «العبور الجديدة، السادات، المنيا الجديدة، ملوي الجديدة، 15 مايو، حدائق أكتوبر، قنا الجديدة، سوهاج الجديدة، العاشر من رمضان، 6 أكتوبر الجديدة، حدائق العاصمة وأسوان الجديدة».

### سكن لكل المصريين 2
- في 15 أغسطس 2021، أعلن صندوق الإسكان الاجتماعى ودعم التمويل العقارى فتح باب الحجز لوحدات سكنية كاملة التشطيب، ضمن مبادرة "سكن لكل المصريين 2" للمواطنين منخفضى ومتوسطى الدخل، وذلك في ضوء مبادرة البنك المركزى المصرى بإتاحة التمويل العقارى بسعر عائد 3 % لمدة 30 عامًا.[2]
- وحدات جاهزة للتسليم الفوري (غرفتين وصالة، و3 غرف وصالة) بمساحات تتراوح بين 75 و90 م2، في مدن ومراكز المحافظات التالية: (الإسماعيلية، المنيا، الشرقية، سوهاج، قنا، الإسكندرية، المنوفية، كفر الشيخ، أسوان، الغربية، البحيرة، مطروح، الفيوم، بني سويف، أسيوط، الوادي الجديد، الأقصر، شمال سيناء، ودمياط)، كما سيتم طرح وحدات أخرى ضمن نفس الإعلان في مدينتي شطا والزرقا بمحافظة دمياط بمساحات تتراوح بين 105 و114م2.

- وحدات كاملة التشطيب (3 غرف وصالة) سيتم تسليمها خلال 36 شهرا، بالمدن التالية: (بدر، حدائق العاصمة، 15 مايو، حدائق أكتوبر، 6 أكتوبر، العاشر من رمضان، أسوان الجديدة، العلمين الجديدة، المنيا الجديدة، ناصر الجديدة، رشيد الجديدة، بني سويف الجديدة، الغردقة "البداري"، وبورفؤاد)، وتتراوح مساحات الوحدات السكنية المطروحة بين 100 و120 م2.

### سكن لكل المصريين 3
- في 25 سبتمبر 2022، أعلن صندوق الإسكان الاجتماعى ودعم التمويل العقارى فتح باب الحجز لوحدات سكنية كاملة التشطيب، ضمن مبادرة "سكن لكل المصريين 3" للمواطنين منخفضى ومتوسطى الدخل، وذلك في ضوء مبادرة البنك المركزى المصرى بإتاحة التمويل العقارى بسعر عائد 3 % لمدة 30 عامًا.[3]

- وحدات جاهزة للتسليم الفورى في (الأقصر، القليوبية، برج العرب الجديدة، الفيوم، الفيوم الجديدة، البحيرة، كفر الشيخ، مرسى مطروح، أسيوط، المنوفية، الإسماعيلية، سوهاج، أخميم الجديدة، الشرقية، السويس، بني سويف، الغربية، دمياط، أسوان، الدقهلية، شمال سيناء، غرب قنا، المنيا، والمنيا الجديدة).

- وحدات سكنية تسلم خلال 18 شهرًا بمدن (أكتوبر الجديدة "غرب المطار"، "جرزا القطورى - العياط"، دمنهور).

### سكن لكل المصريين 4
- في 3 أبريل 2023، أعلن صندوق الإسكان الاجتماعى ودعم التمويل العقارى فتح باب الحجز لوحدات سكنية كاملة التشطيب، ضمن مبادرة "سكن لكل المصريين 4" في 6 محافظات.[4]
- جاءت المحافظات التي تم فتح وحدات مشروع سكن كل المصريين 4 فيها كالاتي: (محافظة القاهرة، وبياض العرب بمحافظة بني سويف، والعصلوجي بمركز الزقازيق بمحافظة الشرقية، والغردقة وسفاجا بمحافظة البحر الأحمر، ودمنهور بمحافظة البحيرة، ومدينتي الزرقا وشطا بمحافظة دمياط)، كما تبدأ مساحات الوحدات السكنية المطروحة من 75 مترًا وتصل إلى 127 مترًا.[5]

## الأهداف
- تحقيق  العدالة  الاجتماعية.
- توفير شبكات أمان اجتماعي لمنخفضي الدخل.
- دعم الشباب والمساواة بين الجنسين.
- تحقيق الشمول المالي.

## التمويل
شارك العديد من البنوك في مبادرات التمويل العقاري، بجانب وضع الخطط الذكية لتحديد المستفيدين من البرنامج، وكذا المشاركة مع شركات متخصصة لتدقيق بيانات المستفيدين لضمان توافر شروط الاستفادة من البرنامج، فمنذ عام 2014 وحتى الآن بلغت قيمة التمويلات الممنوحة من البنوك والشركات للبرنامج 53 مليار جنيه مقدمة من جهات التمويل" بنوك - شركات".

## إحصائيات
- استفادة 548.7 ألف أسرة أي أكثر من 2.2 مليون مواطن بافتراض ان متوسط حجم الاسرة 4 افراد بإجمالي قيمة دعم نقدي ممنوح بلغ 9.1 مليار جنيه وإجمالي تمويلات بقيمة 66.1 مليار جنيه من 30 جهة تمويل.[6]
- الانتهاء من تنفيذ 648 ألف وحدة سكنية حتي نهاية 2023 وتخصيص 556 ألف وحدة سكنية، منها 80% في المدن الحضرية الجديدة وأي ذلك إلي الحد من زيادة المساكن العشوائية.
- إنشاء حوالي 66% من إجمالي الوحدات السكنية الحكومية، ودعم قطاع العقارات والتشييد بنسبة 12% وتوفير 4.2 مليون فرصة عمل مباشرة وغير مباشرة جديدة وأدي ذلك إلي إنخفاض فجوة الطلب على الإسكان.[7]